# Stella Immanuel
Pour les articles homonymes, voir Immanuel.
Stella Gwandiku-Ambe Immanuel (née en 1965) est une femme médecin, auteure et pasteure camerouno-américaine habitant aux États-Unis.
Elle est notamment connue pour avoir diffusé des conseils médicaux et prôné des remèdes alternatifs contre la maladie à coronavirus 2019 et la pandémie de Covid-19. Les plateformes de médias sociaux ont retiré ses vidéos où elle proposait des remèdes controversés contre le coronavirus.
Elle fait également des déclarations controversées au sujet d'autres maladies et situations médicales telles que l'endométriose, l'infertilité, les fausses couches et les infections sexuellement transmissibles qui, dit-elle, impliqueraient des esprits, démons ou encore des extraterrestres.

## Biographie

### Jeunesse
Stella Gwandiku-Ambe Immanuel naît en 1965 au Cameroun. Elle déclare avoir souhaité devenir médecin dès l'âge de quatre ans. Stella Immanuel fréquente le Cameroon Protestant College, une école secondaire camerounaise de Bali. Elle est diplômée de la faculté de médecine de l'université de Calabar au Nigeria en 1990 et s'installe aux États-Unis en 1992. Elle fait ensuite son internat en pédiatrie au Bronx-Lebanon Hospital Center (en) de New York.

### Carrière
Stella Immanuel commence sa carrière à la clinique pédiatrique de Louisiane. En décembre 1998, elle commence à exercer à la Southern Pediatric Clinic à Alexandria (Louisiane). En février 1999, elle rejoint la clinique de soins pédiatriques généraux en tant que pédiatre. En 2006, elle est propriétaire de la Rapha Medical and Therapeutic Clinic en Louisiane. Elle est également enregistrée comme médecin autorisée à pratiquer au Texas par le Texas Medical Board (en),. En 2019, elle commence à travailler pour le Rehoboth Medical Center à Houston, qu'elle possède également. Plus tard dans l'année, elle est poursuivie pour faute professionnelle après le décès d'un patient ; elle aurait refusé de faire passer une radiographie et d'autres tests à une patiente dont elle avait la charge.
Stella Immanuel est la fondatrice de Fire Power Ministries et l'animatrice d'une émission de radio et de télévision intitulée Fire Power. Elle se décrit comme une « coach de transfert de richesse » et écrit plusieurs livres dans le cadre de sa série Occupying Force. Elle est une fervente partisane de Donald Trump et une critique de longue date des « couples non mariés vivant ensemble, de l'homosexualité, de la zoophilie, de la polygamie » et du prétendu « terrorisme homosexuel »,,.

#### Procès pour faute professionnelle
En janvier 2020, une plainte est déposée contre Stella Immanuel en Louisiane car une de ses patientes, Leslie Norvell, serait décédée à la suite d'une négligence. Cependant, les responsables locaux ne sont pas en mesure de lui signifier la plainte car elle a entre-temps déménagé à Houston, où elle a ouvert un nouveau cabinet dans un centre commercial.

### Prises de position médicales

#### Maladies, démons, extraterrestres.
Les affirmations médicales de Stella Immanuel sont parfois combinées avec ses croyances spirituelles. Elle avance que de nombreuses maladies gynécologiques sont consécutives à des rêves mettant en scène des relations sexuelles avec des succubes ou des incubes. Elle avance également que l'endométriose, l'infertilité, les fausses couches et les infections sexuellement transmissibles sont causées par des « maris et épouses spirituelles »,,. Selon Immanuel, les kystes et l'endométriose affectent des individus ayant des relations sexuelles dans leurs rêves avec des démons et des sorcières. Elle déclare, dans un sermon de 2015, qu'un ADN extraterrestre est utilisé dans certains traitements médicaux et que les reptiliens et les extraterrestres dirigent le gouvernement,. Elle déclare également en 2015 que les Illuminati utilisent des sorcières pour détruire le monde par l'avortement, le mariage gay, les jouets pour enfants et les médias grâce à des programmes et films tels que Harry Potter, Pokémon, Les Sorciers de Waverly Place et Hannah Montana. Dans un autre sermon de 2015, elle déclare que les scientifiques utilisent les vaccins pour empêcher les gens d'être religieux.

#### Informations erronées sur la COVID-19

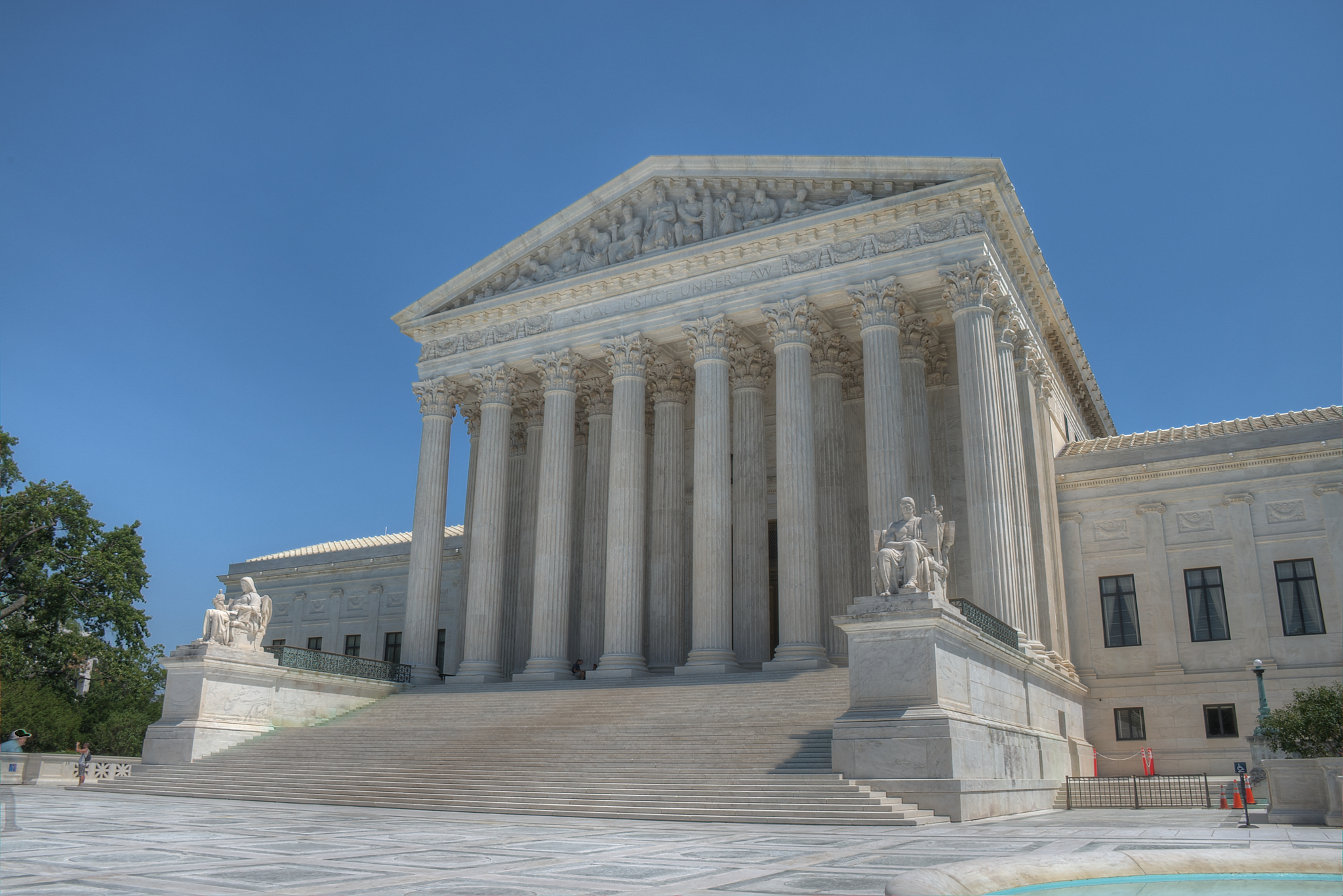
Les marches de la Cour Suprême des États-Unis, lieu de tournage de la vidéo virale.

Le 27 juillet 2020, Stella Immanuel apparaît dans un événement de presse soutenu par le Tea Party avec un groupe connu sous le nom de America's Frontline Doctors devant les marches de la Cour suprême des États-Unis,,. Elle affirme avoir guéri trois cent cinquante patients de la COVID-19 en utilisant une combinaison d'hydroxychloroquine, de zithromax et de zinc. Il s'agit d'une allégation non étayée par une recherche scientifique solide car, à ce moment, aucun médicament n'est approuvé comme traitement spécifique de la COVID-19. Elle avance également que les mesures de santé publique telles que le port d'un masque chirurgical et la distanciation sociale ne sont pas nécessaires. Un membre républicain de la Chambre des représentants, Ralph Norman de Caroline du Sud, assiste à l'événement de presse. Le site Breitbart News, média très conservateur, publie ensuite une vidéo de cet événement. Celle-ci sera visionnée des millions de fois avant d'être supprimée de Facebook, Twitter et YouTube parce qu'elle enfreint leurs règles en matière de désinformation,,.
L'hydroxychloroquine, un antipaludique, est à ce moment, déjà retirée en tant que traitement d'urgence pour la COVID-19 par la Food and Drug Administration, au motif qu'il ne s'agit pas d'un traitement avéré contre le virus,,,. Stella Immanuel déclare ensuite que « Jésus-Christ détruirait les serveurs de Facebook » si la vidéo n'est pas restaurée.
Donald Trump déclare lors d'une conférence de presse le 28 juillet 2020 : « Je pensais qu'elle était très impressionnante, en ce sens que là d'où elle vient — je ne sais pas de quel pays elle vient — elle a dit qu'elle avait eu un énorme succès avec des centaines de patients différents. Je pensais que sa voix était une voix importante, mais je ne sais rien d'elle. » Elle reçoit par ailleurs le soutien de Madonna.

## Publication
- (en-US) Stella Gwandiku-Tita, When Your Levee Breaks : How to Pump the Junk Out of Your Life, Firepower Ministries, 2006, 223 p.